# Creoli delle Seychelles
I creoli delle Seychelles sono un gruppo etnico nativo delle Seychelles, dove con circa il 70% della popolazione totale, sono il gruppo numericamente e politicamente più rilevante.
I creoli seychellesi sono discendenti degli schiavi che furono portati sulle isole dai francesi e dagli inglesi. Hanno origini prevalentemente creole, africane orientali e malgasce, ma anche francesi, britanniche, cinesi e indiane (tra le altre).
I creoli seychellesi sono orgogliosi della loro eredità africana, e hanno fondato un istituto creolo a Mahé per aiutare a promuovere la loro cultura e per aiutare gli altri a comprenderla. A differenza della vicina Mauritius, dove la lingua creola non ha uno status ufficiale, le Seychelles hanno reso il creolo delle Seychelles una delle loro tre lingue ufficiali, insieme al francese e all'inglese.